# روبرت هنريسون
كان روبرت هنريسون شاعرًا ازدهر في إسكلتندا في الفترة بين 1460 و1500 تقريبًا. احتُسب بين ماكار اللغة الإسكتلندية، وعاش في منطقة دنفرملاين الملكية وكان صاحب صوت مميز في عصر النهضة الشمالية في وقت كانت فيه الثقافة على منعطف بين أحاسيس العصور الوسطى وعصر النهضة. لا يُعرف إلا القليل عن حياته، لكن الأدلة تشير إلى أنه كان مدرسًا تلقى تدريبًا في القانون والعلوم الإنسانية، وأنه كان على اتصال بدير دنفرملاين وأنه ربما كان مرتبطًا بجامعة غلاسكو أيضًا لفترة من الزمن. كتب شعره باللغة الإسكتلندية الوسطى في زمن كانت فيه لغة الدولة. تتألف كتاباته من الأعمال السردية بصورة رئيسة. يصل مجموع أعماله الباقية إلى ما يقترب من 5000 سطر.

## أعماله
يتألف معتمد هنريسون الأدبي الباقي من ثلاث قصائد طويلة وحوالي اثني عشر عملًا قصيرًا متنوعًا في مختلف الأنواع الأدبية. أطول قصائده هي مورال فابيليس، وهي مجموعة محكمة ومعقدة من ثلاث عشرة قصة أسطورية في دورة لا تتجاوز 3000 سطر. ثمة عملان آخران باقيان، وكلاهما يزيد قليلًا عن 600 سطر. أولاهما حكاية أورفيوس وامرأته يوريديس، نسخته الديناميكية والمبتكرة من قصة أورفيوس. والثانية هي شهادة كريسيد، وهي قصة دهاء أخلاقي ونفسي في أسلوب مأساوي مبني على الخيال الأدبي المتمثل في «إكمال» قصة كريسيد من رواية ترويلوس وكريسيد لتشوسر. استكشفت إميلي وينغفيلد أهميتها فيما يتعلق بانتشار أسطورة طروادة في الخطاب السياسي بين إنجلترا وإسكتلندا.
تتضمن مجموعة أعمال هنريسون الأقصر روبين وماكين، وهي قصيدة عن موضوعة الحب، بالإضافة إلى مقطع خليع من الهجاء الهزلي الذي يستهدف الممارسات الطبية في عصره، وقصيدة مكثفة عن الإيمان المريمي، وبعض الأعمال المجازية، وبعض التأملات الفلسفية، وصلاة لدرء الطاعون الدملي. وكما هو الحال مع أعماله الأطول، غالبًا ما حملت موضوعاته الخارجية نصوصًا فرعية مهمة.
لا يمكن بناء تسلسل زمني محدد لكتابات هنريسون، ولكن ربما كُتبت قصة أورفيوس في وقت سابق من حياته المهنية، في خلال فترة وجوده في غلاسكو، نظرًا إلى أن أحد مصادرها كان موجودًا في مكتبة الجامعة. استُخدمت أدلة داخلية للإشارة إلى أن مورال فابيليس قد أُلفت في ثمانينيات القرن الخامس عشر.

## استنتاجات من سيرته
لا توجد سجلات فيما يخص مكان أو تاريخ ولادة هنريسون وتعليمه. أول إشارة غير مؤكدة له كانت في 10 سبتمبر 1462، عندما سُجل رجل يحمل اسمه بترخيص للتدريس على أنه تولى منصبًا في جامعة غلاسكو التي تأسست مؤخرًا. إذا كان هذا الشخص هو الشاعر، كما يُفترض عادة، فإن الاستشهاد يشير إلى أنه أكمل دراساته في كل من الفنون والقانون الكنسي.
تقريبًا جميع الإشارات المبكرة إلى هنريسون تربط اسمه بدقة بدنفرملاين. ربما كان مرتبطًا ارتباطًا ما بالدير البنديكتي بالمدينة، وهو مكان دفن العديد من ملوك المملكة ومركز مهم للحج بالقرب من معبر العبارة الرئيس في الطريق إلى سانت أندروز. ظهرت أدلة مباشرة غير مؤكدة على هذا الارتباط في 1478 عندما ظهر اسمه بصفة شاهد على مواثيق الدير. إذا كان هذا الشخص هو الشاعر، فسيثبت ذلك أن إحدى وظائفه كانت كاتب عدل الدير، وهي مؤسسة تمتلك وتدير مجموعة واسعة من الأراضي في جميع أنحاء إسكتلندا.